# Alphen
Chaam è il capoluogo della municipalità di Alphen-Chaam dei Paesi Bassi situato nella provincia del Brabante Settentrionale nei Paesi Bassi.